# Coryne tricycla
Coryne tricycla är en nässeldjursart som beskrevs av Peter Schuchert 1996. Coryne tricycla ingår i släktet Coryne och familjen Corynidae. Inga underarter finns listade i Catalogue of Life.